# John Walsh (Politiker)

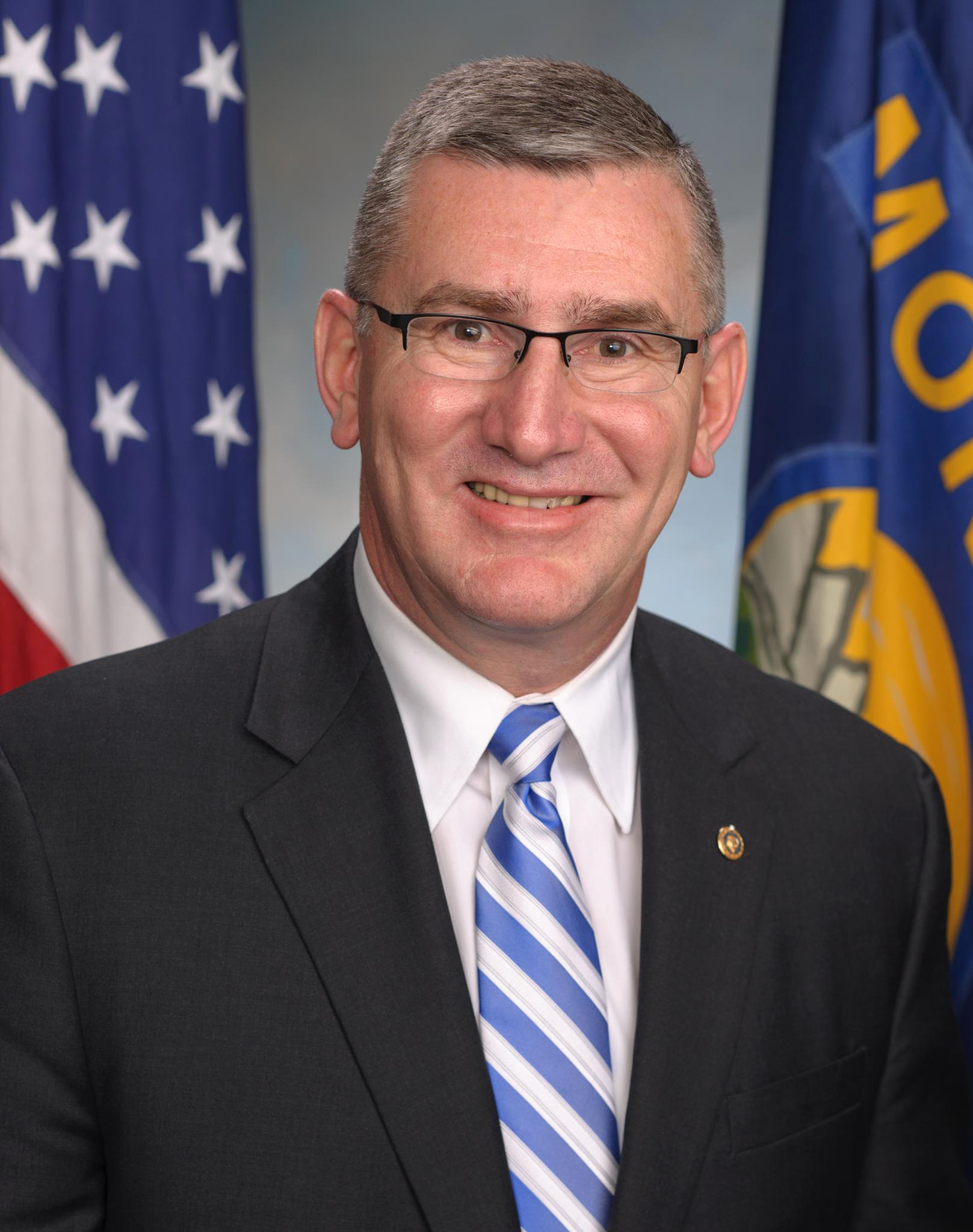
John Walsh

John E. Walsh (* 3. November 1960 in Butte, Montana) ist ein US-amerikanischer Politiker (Demokratische Partei). Vom 9. Februar 2014 bis zum 3. Januar 2015 vertrat er den Bundesstaat Montana im US-Senat.

## Berufliche Laufbahn
Walsh besuchte bis 1979 die Highschool in Butte und war später ein Abgänger des Carroll College in Helena. Er studierte an der State University of New York und schloss das Studium im Jahre 1990 ab. Später absolvierte er im Jahre 2007 das US Army War College in Carlisle, Pennsylvania.
Er diente von 1979 bis 2012 in der Nationalgarde von Montana. Walsh hat dort den Rang eines Brigadegenerals und erhielt die Bronze Star Medal sowie den Combat Infantryman Badge.

## Politische Karriere
Von 2013 bis 2014 war er Vizegouverneur von Montana. Als Senator Max Baucus zum Botschafter der Vereinigten Staaten in der Volksrepublik China berufen wurde, rückte Walsh in den Kongress nach. Aufgrund einer Plagiatsaffäre verzichtete er im August 2014 auf eine Kandidatur bei der Senatswahl im November desselben Jahres. Für die Demokraten trat daraufhin Amanda Curtis an, die dem Republikaner Steve Daines unterlag.